# AB Sparta
AB Sparta (nach 'Sparta') war ein Socken-Hersteller in der litauischen Hauptstadt Vilnius. Das Textilunternehmen hat seinen Sitz im Stadtteil Naujamiestis. 1981 beschäftigte es 2.000 Mitarbeiter.

## Geschichte
Das Unternehmen wurde 1918 als Trikotage-Fabrik „Vilniaus karūna“ gegründet und fusionierte 1940 mit der Fabrik „Elbis“. 1941 wurde die Fabrik  zur Sockenfabrik „Pakaita“ reorganisiert. Im Zweiten Weltkrieg wurde sie schwer beschädigt. Noch im Jahr des Kriegsendes 1945 wurde die Fabrik neu gegründet und fusionierte mit der Trikotage-Fabrik „Avangardas“. 1963 wurde in eine neue Fabrik investiert. Das Unternehmen hieß nun Kojinių ir trikotažo fabrikas „Sparta“. 1981 produzierte man Socken im Wert von 22,5 Millionen Rubel.
Ca. 1990 wurde der sowjetische zu einem litauischen Staatsbetrieb Valstybinis kojinių-trikotažo fabrikas „Sparta“ umgewandelt. Am 21. Dezember 1991 wurde er zu Akcinė bendrovė „Sparta“ reorganisiert. Von 1992 bis 2007 wurde das Unternehmen von Petras Zenonas Janavičius geleitet. 2014 beschäftigte „Sparta“ 160 Mitarbeiter.

## Zukunft
Das ehemalige Sparta-Gelände wurde 2019 von dem Unternehmen Tesonet gemeinsam mit Partnern gekauft. Hier werden auf 2 Hektar bis 2022 neue Gebäude (35.000 m² Büros und andere Gewerberäume) errichtet.